# Verwaltungsgebäude Johannastraße 4
Das Verwaltungsgebäude Johannastraße 4 im niedersächsischen Nordenham-Friedrich-August-Hütte/Blexenersande im Landkreis Wesermarsch stammt vom Anfang des 20. Jahrhunderts.

Aktuell (2023) wird es von der Weser Metall genutzt.
Das Gebäude steht unter Denkmalschutz (siehe auch Liste der Baudenkmale in Nordenham).

## Geschichte
Friedrich-August-Hütte (FAH) war Anfang 1900 ein kleiner Ort, der durch die Industrialisierung u. a. mit den Metallwerken Unterweser AG von 1906/08 (heute Nordenhamer Zinkhütte – A Glencore Company) einen Einwohnerzuwachs hatte.
Das eingeschossige traufständige verputzte Gebäude auf hohem Sockel mit Mansarddach und Giebelgauben und großem Dachhaus wurde 1914 für die Metallwerke Unterweser gebaut.
Das Landesdenkmalamt befand zur Bedeutung: „… geschichtlich, wissenschaftlich, …“